# Ewo
Ewo est une ville de République du Congo, chef-lieu du district du même nom et du département de la Cuvette-Ouest. Située sur les rives de la rivière Kouyou, Ewo comptait 28 229 habitants en 2023, date du dernier recensement officiel du pays,.
Ewo est notamment connu pour son stade, le Stade d'Ewo.

## Géographie
Elle se trouve sur la rive gauche de la rivière Kouyou à une quarantaine de kilomètres de la frontière avec le Gabon.